# フローゼル・アダムス
フローゼル・アダムス（Flozell Jootin Adams 1975年5月18日- ）はイリノイ州シカゴ出身の元アメリカンフットボール選手。NFLのダラス・カウボーイズ、ピッツバーグ・スティーラーズで13シーズンプレーし5回プロボウルに選ばれている。ポジションはオフェンシブラインマン。

## 経歴
ミシガン州立大学の4年次にはビッグ・テン・カンファレンスの最優秀オフェンシブラインマン及びオールアメリカンに選出された。またアウトランド・トロフィーとロンバルディ賞の選考でもセミファイナルまで残った。
1998年のNFLドラフト2巡全体38番目でダラス・カウボーイズに入団、プロボウルに5回選ばれた。2005年のニューヨーク・ジャイアンツ戦で前十字靭帯を負傷、残りシーズンを棒に振った。
2008年2月28日、カウボーイズと6年4200万ドル（1500万ドルの保障及び1300万ドルのサインボーナスを含む）の契約を結んだ。
2009年シーズン、彼は相手選手に対するキッキング、トリッピングを数度起こした。また12月6日のニューヨーク・ジャイアンツ戦では、前半戦最後のプレー終了後にジャスティン・タックを後ろから押し、これが乱闘に発展、その後NFLから5万ドルの罰金を科された。これがきっかけでオフシーズンにはルール改正が行われ、パーソナルファウルの罰則が強化された。2010年1月17日のミネソタ・バイキングスとのディビジョナルプのレーオフでは前半で負傷退場し、チームも敗れた。
2010年4月2日、カウボーイズから解雇された。同年7月29日、ピッツバーグ・スティーラーズと2年契約を結び、シーズン絶望となったウィリー・コロンの代わりに右タックルのポジションを務めた。この年スティーラーズは第45回スーパーボウルに出場し、試合ではグリーンベイ・パッカーズのディフェンスラインの選手を圧倒したものの、チームは敗れてスーパーボウルリングは得られなかった。2011年4月、彼が先発出場にこだわっていることが報じられた。同年NFLはロックアウトが行われたがロックアウト終了後の7月29日、スティーラーズから解雇された。

## 人物
ニックネームはホテル。靴のサイズは40cm。右耳の聴力が弱い。従兄弟にNBAでプレーしたハーシー・ホーキンズがいる。　
2005年以外は全試合に出場しており、2006年から2010年シーズンまで80試合連続出場を果たした。
彼はフォルススタートやホールディングなど、反則の多い選手であり、2005年からの反則はアレックス・バロンに次いでNFL2位の67回を数える。2009年には開幕週から第3週まで、3週連続で罰金を課された。
スティーラーズに在籍していた磯有理子によると、見た目はちょっとこわいが、とてもナイスガイだという。
2009年10月11日、フォックス放送でトニー・ロモとつきあっていたジェシカ・シンプソンが激太りしたことについて、フローゼル・アダムスみたいになった、というバカにした内容のアニメが放送された。この件でフォックスとスポンサーのバーガーキングは謝罪している。